# 马尔什 (德龙省)
马尔什（法語：Marches，法語發音：[maʁʃ] ⓘ）是法国德龙省的一个市镇，属于瓦朗斯区。

## 地理
马尔什（44°58'34"N, 5°6'29"E）面积11.09 平方千米，位于法国奥弗涅-罗讷-阿尔卑斯大区德龙省，该省份为法国东南部内陆省份，北起顺时针与伊泽尔省、上阿尔卑斯省、上普罗旺斯阿尔卑斯省、沃克吕兹省和阿尔代什省接壤。
与马尔什接壤的市镇（或旧市镇、城区）包括：巴尔比耶尔、贝赛、沙蒂藏日-勒古贝、罗什福尔桑松。

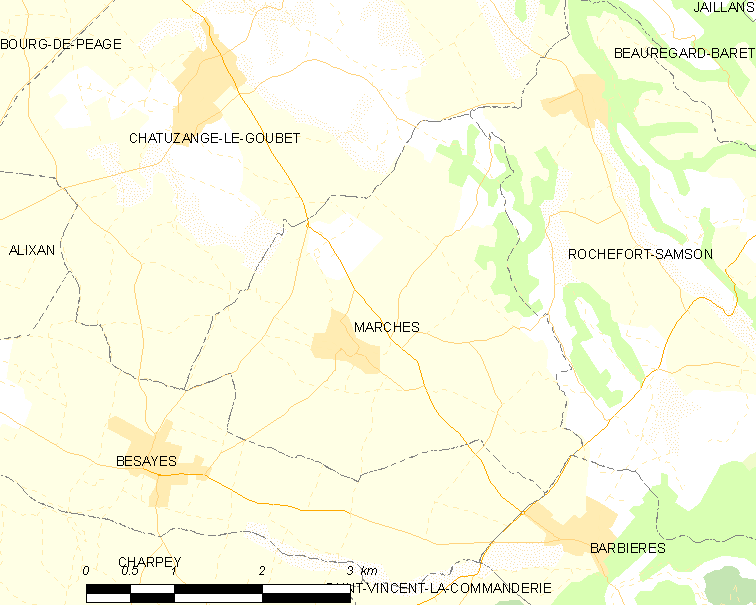
的OSM定位图

马尔什的时区为UTC+01:00、UTC+02:00（夏令时）。

## 行政
马尔什的邮政编码为26300，INSEE市镇编码为26173。

## 政治
马尔什所属的省级选区为韦科尔-晨山县。

## 人口

1962-2008年间人口变化图示

马尔什于2022年1月1日时的人口数量为867人。